# Wellington (Shropshire)
Pour les articles homonymes, voir Wellington (homonymie).
Wellington est une ville du Shropshire, en Angleterre, qui fait de nos jours partie de la ville nouvelle de Telford (Telford et Wrekin). Sa population est de 20 430 habitants (2001).
Son nom vient de Weoleahington « localité près du temple » ou « près du bois sacré », ce qui indiquerait un lieu de culte païen. Son église est mentionnée dès le Domesday Book. Elle reçut une charte autorisant un marché en 1244.
C'est là que le roi Charles Ier d'Angleterre, dans sa « déclaration de Wellington », prononcée en 1642 devant ses troupes juste avant la première bataille rangée de la première guerre civile anglaise, a déclaré qu'il soutiendrait « la religion protestante, les lois d'Angleterre et la liberté du parlement ».
La ville est jumelée avec Châtenay-Malabry.